# Luster (novel·la)
Luster (en català: Brillantor) és la novel·la debut de Raven Leilani, publicada l'agost del 2020 per Farrar, Straus & Giroux. Va rebre una acollida crítica positiva majoritària i va guanyar el Premi Kirkus de ficció 2020. El desembre de 2020, Literary Hub va registrar que la novel·la havia entrat a 16 llistes dels millors llibres de l'any.

## Trama
Luster segueix l'Edie, una dona negra d'uns vint anys que viu a la ciutat de Nova York i treballa com a assistent editorial. Coneix l'Eric, un home blanc d'uns quaranta anys que viu en un matrimoni obert. L'Eric i la seva dona tenen una filla adoptiva de 12 anys, l'Akila, que també és negra. L'Edie comença una relació sexual amb l'Eric. S'acaba traslladant a Nova Jersey per viure amb la seva família després de ser acomiadat.

## Temes principals
La crítica va assenyalar que el personatge de l'Edie és un flâneur a la manera de Charles Baudelaire. Aquest fet en si ja és notable, perquè normalment aquesta caracterització literària normalment és protagonitzada per personatges masculins blancs.

## Recepció crítica
El llibre va ser recomanat per diversos distribuïdors abans de la seva publicació.
Luster va rebre crítiques majoritàriament positives. Kirkus Reviews va descriure el llibre en una ressenya destacada com "Agut, estrany, propulsor, i molt divertit". Mark Athitakis va puntuar el llibre amb 3,5/4 estrelles i va declarar a USA Today : "Luster no és només un llibre sardònic, sinó un poderós sobre la transformació emocional". Publishers Weekly va fer una crítica del llibre en la que va declarar: "La capacitat d'Edie per navegar per les complicades relacions amb els Walkers mostra el domini dels matisos de Leilani, i la narració és perceptiva, divertida i carregada d'emocions". Bookpage.com va donar a Luster una crítica destacada i va escriure: "L'escriptura de Leilani és cerebral i crua, i aquesta novel·la debut l'establirà com una poderosa nova veu ".
En assenyalar que la novel·la és un debut, Leah Greenblatt d' EW va escriure, "aquesta qualitat de principiant de vegades es nota; després d'un començament molt seductor, la novel·la s'endinsa cap a l'interior, sovint abandonant l'impuls narratiu per l'estat d'ànim i el color. Frase per frase, però, també és una escriptora fenomenal, amb els seus paràgrafs densos i enlluernadors traçats amb un enginy modest i una visió psicològica profunda." Escrivint per a Virginia Quarterly Review, Kaitlyn Greenidge va elogiar "l'habilitat lingüística" de Leilani.

## Publicació
- 2020, Estats Units, Farrar, Straus i GirouxISBN 978-0-374-19432-1, Data de publicació 4 d'agost de 2020, tapa dura.

## Adaptació
L'octubre de 2021, es va informar que HBO estava preparant una adaptació de la novel·la en una sèrie de televisió. El projecte serà produït per Gaumont International Television i Viva Maude de Tessa Thompson amb Thompson i Kishori Rajan productors executius.

## Premis i nominacions
- Guanyadora del premi Kirkus de ficció 2020[16]
- Guanyadora del primer premi de novel·la del Centre de ficció 2020[17][18]
- Guanyadora del National Book Critics Circle Award 2020 for Fiction[19]
- Seleccionada, Medalla Andrew Carnegie 2021 a l'excel·lència en ficció[20]